# イサンゲル
イサンゲル(Isangel)は、バヌアツの都市。
タンナ島にあり、タフェア州の州都である。
人口は約1,200人でメラネシア人が最も多い。言語はレナケル語、ビスラマ語、英語、クレオール言語。